# Івонн Барр
Івонн Болдінг (до шлюбу Барр, англ. Yvonne Barr; 11 березня 1932 — 13 лютого 2016) — вірусолог ірландського походження,  співвідкривачка вірусу Епштейна — Барр (1964).

## Освіта і кар'єра
Івонн Барр народилася в Ірландії. Закінчила зоологічний факультет Трініті-коледжу в Дубліні з відзнакою. Після закінчення навчання Барр обіймала кілька посад у ветеринарних і медичних дослідницьких лабораторіях Великої Британії та Канади.
У 1963 році Барр стала першою із двох асистентів англійського патолога і вірусолога Майкла Ентоні Епштейна, який отримав дослідницький грант від Національного інституту охорони здоров'я (NIH).
Під час своїх аспірантських досліджень у Міддлсецькому шпиталі в 1964 році Барр разом зі своїм науковим керівником Ентоні Епштейном відкрила вірус Епштейна — Барр (EBV — Epstein-Barr virus). Перш ніж визначити його особливості, Епштейн, Барр і Берт Ачонг опублікували свої попередні дослідження в журналі The Lancet. Барр відіграла важливу роль у відкритті вірусу Епштейна — Барр, який також називають вірусом герпесу людини 4: вона підготувала зразки, які були використані для проведення експериментів.
У 1963 році вона приєдналася до команди Інституту патології Бленда Саттона медичної школи Міддлсецького шпиталю Лондонського університету. Барр закінчила Лондонський університет у 1966 році, здобувши ступінь доктора філософії.

## Особисте життя
Переїхавши до Мельбурна, Івонн Барр одружилася зі Стюартом Болдінгом (Stuart Balding) і народила двох дітей.
Івонн Барр померла в Мельбурні у віці 83 років.